# Códice de Beza
El Códice de Beza es un manuscrito del Nuevo Testamento escrito en griego y latín. Se le denomina así por su descubridor, Théodore de Bèze (conocido comúnmente en español por Teodoro de Beza), humanista y teólogo francés, conocedor del Nuevo Testamento, que vivió en la época de Calvino, siendo asociado y sucesor de este.
En su mayor parte, el texto forma parte de la Familia Textual Bizantina.
Beza afirmó haber encontrado el códice en el monasterio de San Ireneo en Lyon (Francia), después del saqueo iconoclasta de la ciudad por los hugonotes, comandados por François de Beaumont en abril y mayo de 1562.

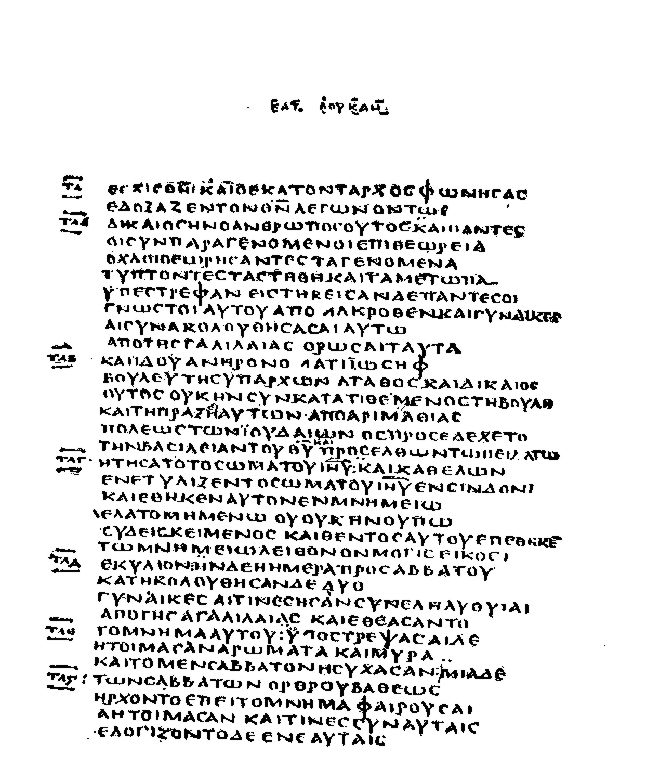
Códice de Beza (una página izquierda en griego).

## Características
El Códice de Beza data del siglo V, consta de 406 hojas y contiene los Evangelios, los Hechos de los Apóstoles (aunque faltan porciones) y también se cree que el códice incluía algunas cartas, pues existe un fragmento de la Tercera Carta de Juan.
El códice está escrito en unciales (mayúsculas), ordenado en líneas de longitud desigual para que al final de la línea represente una pausa en la lectura. El texto es bilingüe, en la página izquierda está escrito en griego y en la derecha, en latín; pero en un latín escrito al estilo de los caracteres griegos, observándose que el texto ha sido ajustado a lecturas griegas. Con respecto al texto griego se nota que ha sido corregido muchas veces.
También se piensa que el Códice de Beza puede ser una copia de un manuscrito en papiro de un texto primitivo.
Con respecto a su contenido, el códice coincide muchas veces con los textos del Códice Vaticano, el Códice Sinaítico y el Códice Alejandrino, aunque otras veces discrepa de ellos; pero lo más importante de este códice o manuscrito estriba en que confirma otros códices importantes, no en sus añadiduras u omisiones particulares.
El texto griego de este códice es una representación del tipo textual occidental. Kurt Aland lo ubicó en la Categoría IV.
El Códice de Beza se conserva en la Universidad de Cambridge, y Beza lo presentó a esa institución en 1581.
Actualmente se le designa como  "D" .